# Chuyển khế
Chuyển khế hay đúng ra là hợp đồng chuyển khế là dịch vụ pháp lý để thực hiện một cuộc giao dịch tài chính lớn ví dụ như khi mua bán bất động sản thì sẽ qua trung gian của thành phần thứ ba, ấn định bởi một hợp đồng với thời khoản nhất định để giải ngân và sang tên giấy tờ sở hữu. Giới trung gian sẽ mở một trương mục thu giữ số tiền người mua nhưng chỉ giao lại cho người bán sau khi kiểm chứng được mọi điều khoản trong khế ước đã hoàn tất, ví dụ như người bán phải thanh toán đầy đủ phần thuế thổ trạch và các khoản nợ cũng chi phí bảo hiểm của phần bất động sản đó.
Nếu vì lý do gì việc sang nhượng bất đồng cũng có phương thức phân giải (tiếng Anh: arbitration) hoặc nếu không thành thì sẽ tách gỡ hai bên ra khỏi hợp đồng.